# 許鞍華
許鞍華，BBS，MBE（1947年5月23日—），香港電影導演、監製、編劇，出生於遼寧鞍山，是香港电影新浪潮代表人物。電影作品涉獵多種不同範疇，包括文學改編、武俠巨著、半自傳體、女性議題、社會現象、政治變遷、以至驚慄電影，曾六次获得香港電影金像獎最佳導演（1983年、1996年、2009年、2012年、2015年、2018年），三次獲得台湾电影金馬獎最佳導演（1999年、2011年和2014年），是金像獎最佳導演紀錄保持者，也是金馬獎最佳導演次數最多的四人之一（另三為李行、杜琪峰與侯孝賢），曾任香港導演會會長。2011年獲亞洲電影大獎頒發終生成就獎。2016年，受邀擔任第53屆金馬獎評審團主席。2017年6月，美国电影艺术与科学学院宣布許鞍華成為奥斯卡評委會成員。2020年获得第77届威尼斯电影节授予的“终身成就金獅獎”，成为全球首位获得该奖项的女导演。2022年再度受邀擔任第59屆金馬獎評審團主席。2024年受邀擔任第74屆柏林影展評審。
香港電影金像獎至今只有兩部大滿貫作品（即一部電影同時獲得最佳電影、最佳導演、最佳編劇和最佳男、女主角）且都出自許鞍華之手，分別為第15届的《女人四十》和第31届的《桃姐》。

## 早年生活
1947年5月23日，許鞍華於國共內戰四平战役期間生於遼寧鞍山，父親是國民黨文書，母親是日本人。幼年於澳門渡過。五歲時到香港，定居北角，小學就讀聖保祿學校（小學部），中學就讀聖保祿學校，後於香港中學會考英文科考試中取得A級成績。1972年香港大學畢業，主修英文及比較文學獲授碩士學位，然後於1972年至1974年間再到倫敦電影學校進修電影。
1975年回港前去過新加坡，幫同學做副導演，數月後返回香港為胡金銓辦公室等他開戲替他做副導演；父親認識電視廣播有限公司總經理余經緯，余叫許鞍華見周梁淑怡，她安排許鞍華做編導:1。之後拍攝《奇趣錄》、《CID》、《北斗星》等作品:1-3。1977年，轉往香港廉政公署拍攝宣傳反貪污電視片《ICAC》，同年10月正發生警廉衝突，一批警員衝進廉政公署的執行處，大肆搗亂及傷人事件。電視片其中兩集因涉及警察題材而被禁播，包括：《查案記》以影射前總警司葛柏因涉貪污候查期間潛逃，幾經周折才能引渡回港審訊
以及《男子漢》描寫警方包庇離島漁村黃賭毒活動，警署長與下屬收受黑錢，新來的警員不願同流合污，向廉署告發警隊的黑幕。

## 越南三部曲
1978年轉任香港電台，拍攝紀錄片及短篇電視劇，其中《獅子山下》拍攝的十六米釐電影作品《來客》以1970年代末大量越南船民偷渡來港為題，描述十多歲的冒死流亡來港者的遭遇以及後來遭遇的挫敗、歧視、漠視以至剝削，成為日後許鞍華「越南三部曲」之首。
1981年，《胡越的故事》繼續描寫船民問題，越南華僑胡越幾經辛苦偷渡到港，得香港筆友幫助啟程往美國，中途卻滯留菲律賓前路不明，描寫偷渡的艱苦、戰爭回憶、難民營的險惡、唐人街的危機四伏。
1982年由左派影星夏夢出資，在海南島拍攝的《投奔怒海》，以1978年越共統一後的越南為背景，描寫思想左傾的日本記者芥川汐見重臨峴港，目睹越南戰後真實社會和政治的紛亂狀況（地雷遍野、槍斃私刑、街童孤兒），青年想賄賂區內軍官乘船逃離越南，卻誤墮死亡圈套。電影上映時正值中英展開第一輪香港前途問題談判，面對前途不明朗的憂慮，劇中越共背景影射當時中共發動文革造成的一片亂局，角色面對的困境亦反映香港人對文革、政治運動以至中國共產黨根深蒂固的恐懼，被視為香港難得充滿政治色彩及本土特色的國際電影。
許鞍華稱：「我其實不識政治。在1980年，我完全不知文革的具體情況，也不知下鄕、下放等是甚麼一回事，總之，印象模糊，只是聽聞過，但冇切身感覺。我當時只是honestly去拍一個越南故事，我冇諗過要影射大陸，但是戲出到來人人都話似寫大陸，連我自己都覺得似，但當時真是無此用心。《投奔怒海》不是要突出共產黨政治，而是生活感。戲的生活感突出，只需花少許筆墨，劇情裡點滴的壓逼感就可以烘托出來，強而有力。我冇意好具體而微去講壓逼，相反是好具體而微的刻劃生活。我看過很多有關越南生活的紀錄片，做了很多research，因為我好fascinated，在街上見到人在洗東西，橋又有各樣形狀，我好有興趣。戲寫得真實，所以人們覺得壓迫感也真實。我用了好多功夫去present一個我想像中的越南，結果人們覺得好真，我自己也好奇怪，其實自己也未去過越南。對我們拍戲的人，結局是一個problem，不是一個主題。我不會將message放在個結局表達出來。」:23-24

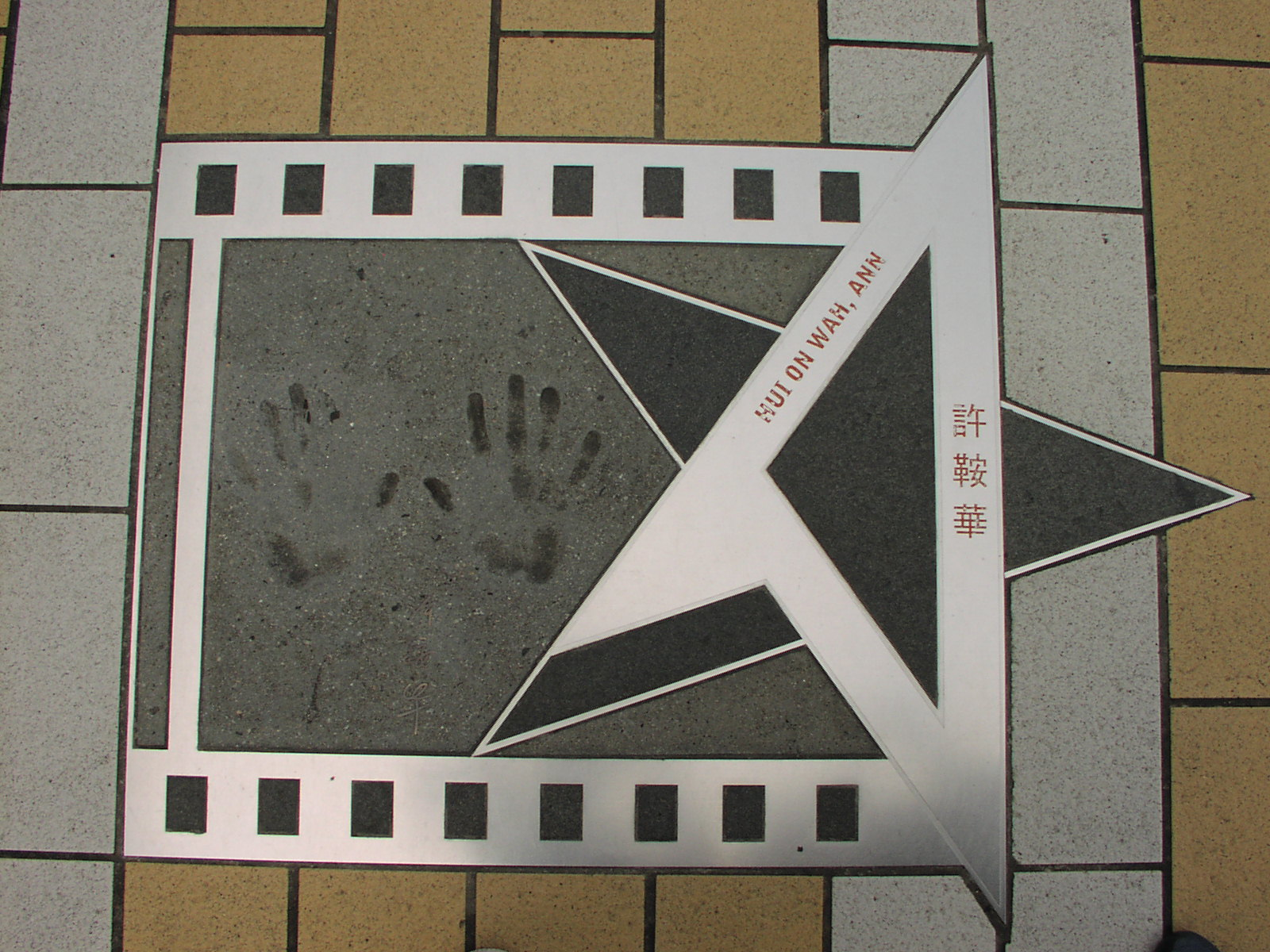
許鞍華在香港星光大道的手印及簽名

## 作品列表

### 電影作品
| 上映年份 | 中文片名                         | 主 演                                  | 香港票房（港元） | 備註及電影獲得的獎項 |
| 1979     | 《瘋劫》                         | 張艾嘉、赵雅芝、徐少强、萬梓良         | 213万            | 導演、監製 ∗第17届金马奖－优等劇情片、最佳剪辑、最佳摄影 |
| 1980     | 《撞到正》台灣譯：《小姐撞到鬼》 | 蕭芳芳、鍾鎮濤                         |                  | 导演 |
| 1981     | 《胡越的故事》                   | 周潤發、鍾楚紅、羅烈、繆騫人           | 384万            | 導演 ∗香港電影金像獎－最佳編劇 |
| 1982     | 《投奔怒海》                     | 林子祥、繆騫人、馬斯晨、劉德華         | 1547万           | ∗香港電影金像獎最佳電影、導演、編劇等5个奖 ∗最佳華語電影一百部－第八名 |
| 1984     | 《傾城之戀》                     | 周潤發、缪骞人                         | 813万            | ∗香港電影金像獎最佳音樂 |
| 1987     | 《書劍恩仇錄》                   | 張多福、達式常、阿依努爾               | 599万            | 导演、编剧 |
| 1987     | 《香香公主》                     | 張多福、達式常、阿依努爾               | 560万            | 导演、编剧 |
| 1988     | 《今夜星光燦爛》                 | 林子祥、林青霞、吳大维                 | 818万            | 導演 |
| 1990     | 《客途秋恨》                     | 陸小芬、張曼玉、李子雄                 | 307万            | 導演 ∗第27屆金馬獎－最佳原著劇本奖 |
| 1991     | 《極道追》                       | 劉德華、鍾楚紅                         | 908万            | |
| 1991     | 《上海假期》                     | 午馬、劉嘉玲、黄坤玄                   | 507万            | |
| 1993     | 《少年與英雄》                   |                                        |                  | |
| 1995     | 《女人四十》                     | 蕭芳芳、喬宏、羅家英                   | 1402万           | 導演、監製 ∗柏林影展－最佳女演員銀熊獎、基督教評審團獎 ∗香港電影金像獎大滿貫作品 ∗香港電影評論學會大獎－最佳電影、最佳女主角 ∗第32屆金馬獎－最佳劇情片、最佳女主角、最佳男配角、最佳攝影、觀眾票選最佳影片 ∗香港電影金紫荊獎－最佳影片、最佳導演、最佳男主角、最佳女主角、最佳編劇、十大華語片 |
| 1996     | 《阿金》                         | 楊紫琼、洪金宝                         | 1169万           | 导演 |
| 1997     | 《半生緣》                       | 黎明、吳倩莲、梅艳芳                   | 753万            | 導演 ∗香港電影金像獎－最佳女配角 ∗第34屆金馬獎－最佳造型設計獎、最佳原創歌曲獎 ∗香港電影評論學會－推薦電影、最佳女演員 |
| 1997     | 《去日苦多》                     |                                        |                  | 與崔允信合導，短片、紀錄片 |
| 1999     | 《千言萬語》                     | 李麗珍、黃秋生、李康生、謝君豪         | 97万             | 導演、監製 ∗香港電影金像獎－最佳電影 ∗第36届金馬獎－最佳劇情片、導演、女主角、美術設計、造型設計 ∗香港電影評論學會大獎－推薦電影 ∗香港電影金紫荊獎－最佳男主角、最佳女主角、十大華語片 ∗香港特區十周年電影選舉－最佳男主角 |
| 2001     | 《幽靈人間》                     | 陳奕迅、舒淇、李燦森                   | 887万            | 導演、監製 ∗香港電影評論學會大獎－最佳導演 ∗香港電影金紫荊獎－十大華語片 ∗香港電影金像獎－最佳攝影 |
| 2001     | 《男人四十》                     | 張學友、梅艷芳、林嘉欣                 | 487万            | 導演、監製 ∗印度國際電影節－最佳男主角 ∗第21屆香港電影金像獎－最佳女配角、最佳新演員、最佳編劇 ∗第39屆金馬獎－最佳女配角、最佳新演員、最佳原著劇本 ∗華語電影傳媒大獎－最佳女演員 ∗香港電影金紫荊獎－最佳女配角、十大華語片 *長春電影節- 最佳女主角 |
| 2003     | 《玉觀音》                       | 趙薇、謝霆鋒、陳建斌                   |                  | 導演 *第28屆香港國際電影節開幕影片、第27屆美國亞裔國際電影節開幕影片 ∗第8屆義大利威若納電影節－觀眾選擇獎 ∗華語電影傳媒大獎－最受歡迎女演員金獎 ∗第10屆中國電影表演藝術學會金鳳凰獎－表演學會獎 |
| 2006     | 《姨媽的後現代生活》             | 斯琴高娃、周潤發、趙薇                 | 130万            | 導演 ∗香港電影金像獎－最佳女主角 ∗香港電影評論學會大獎－最佳電影、導演、女演員獎 ∗第14屆北京大學生電影節－最佳女演員、最受歡迎女演員 ∗第16屆上海影評人獎－最佳女演員、十佳華語片 ∗華語電影傳媒大獎－最佳導演 *香港電影導演會年度大獎－年度推介电影、年度杰出导演 |
| 2008     | 《天水圍的日與夜》               | 鮑起靜、梁進龍、陳麗雲                 | 116万            | 導演、監製 ∗香港電影金像獎－最佳導演、編劇、女主角、女配角 ∗香港電影評論學會大獎－最佳電影、導演、女演員獎 ∗華語電影傳媒大獎－最佳電影、導演、女配角、百家傳媒年度致敬電影人 ∗優質華語電影大獎－最佳導演、編劇、女主角、女配角 *香港電影導演會年度大獎－年度推介电影、年度杰出导演 |
| 2009     | 《天水圍的夜與霧》               | 任達華、張靜初                         | 116万            | 導演 |
| 2010     | 《得閒炒飯》                     | 吳君如、周慧敏、張兆輝、陳偉霆         | 300万            | 導演、監製 |
| 2012     | 《桃姐》                         | 葉德嫻、劉德華                         | 2787万           | 導演、監製 *第二届蒙特利尔中国电影节開幕影片、泰國香港電影節開幕影片、第68届威尼斯电影节主竞赛片 ∗第68届威尼斯电影节－最佳女演員、平等機會獎、Signis特別榮譽獎、La Navicella獎 ∗第48屆金馬獎－最佳導演、最佳男主角、最佳女主角 ∗香港電影金像獎大滿貫作品 ∗第7屆香港電影導演會年度大獎－年度推介電影、年度傑出導演、特別榮譽大獎 ∗第15屆Tallinn Black Nights Film Festival歐亞電影大獎－最佳電影、最佳女主角、FICC 評審團大獎 ∗第6屆亞洲電影大獎－最佳女主角、我最喜愛的男主角 ∗第4屆沖繩國際電影節－「Peace 單元」最高大獎「海人獎」、評委會特別獎「金石獅子獎」 ∗第12屆華語電影傳媒大獎－最佳女主角、百家傳媒年度致敬電影 ∗第21屆上海影評人獎－十佳國產片、最佳導演 ∗第10屆巴黎電影節－觀眾最喜愛影片、學生評選最佳影片 ∗第33屆南非德班國際電影節－最佳女主角 ∗2012華鼎獎－華語片50強第一名 ∗第15屆中國電影華表獎－優秀對外合拍片獎(五部之一)、優秀境外華裔女演員獎 |
| 2014     | 《黃金時代》                     | 湯唯、馮紹峰、郝蕾、朱亞文、黃軒、袁泉 |                  | 導演 ∗第51屆金馬獎－最佳導演 ∗第9屆香港電影導演會年度大獎－最佳導演 ∗第9屆亞洲電影大獎－最佳導演 ∗第34届香港电影金像奖－最佳电影、最佳导演等5个奖 |
| 2017     | 《明月幾時有》                   | 周迅、彭于晏、霍建華、叶德娴、郭涛     |                  | 導演 ∗2017年台北電影節、第20屆上海國際影展開幕影片 ∗第37屆香港電影金像獎－最佳電影、導演、女配角等5個獎 ∗第24屆香港電影評論學會大獎－最佳電影 ∗第十二屆香港電影導演會年度大獎－最佳電影 |
| 2019     | 《花椒之味》                     | 鄭秀文、賴雅妍、李曉峰                 |                  | 監製 |
| 2021     | 《第一爐香》                     | 馬思純、彭于晏、張鈞甯、張佳寧         |                  | 導演 |
| 2021     | 《七人樂隊》                     | 吳鎮宇、馬賽                           |                  | 導演 ∗七個不同單元故事由不同導演負責 |
| 2023     | 《詩》                           |                                        |                  | 導演，長片、紀錄片 *第47屆香港國際電影節開幕影片 |

### 電視作品
| 上映年份 | 中文片名                                      | 合作編劇     | 主 演                                                          | 備 註                                    |
| 1975     | 《奇趣錄》                                    |              | 盧遠主持                                                       | 編導, 資訊節目                           |
| 1976     | 《龍虎豹》                                    |              |                                                                | 編導, 1集                                |
| 1976     | 《奮鬥》                                      |              |                                                                | 編導                                     |
| 1976     | 《CID》之《殺女案》                           | 嚴浩         |                                                                | 編導                                     |
| 1977     | 《CID》之《查案記》                           | 嚴浩         |                                                                | 編導                                     |
| 1977     | 《北斗星》之《少年》                          | 慕容傑       | 劉松仁、苗金鳳                                                 | 編導                                     |
| 1977     | 《北斗星》之《阿詩》                          | 陳韻文       | 黃杏秀、伍衛國、劉松仁                                         | 編導                                     |
| 1977     | 《ICAC》之《歸去來兮》                        | 陳韻文       | 劉松仁、關聰、田青、李司棋、謝月美                             | 編導                                     |
| 1977     | 《ICAC》之《牛扒費》                          | 倪匡         | 劉松仁、關聰、韓馬利、馬劍棠                                   | 編導                                     |
| 1977     | 《ICAC》之《第九條》                          | 嚴浩、劉天賜 | 劉松仁、關聰、吳孟達、曾江、孫詠恩                             | 編導                                     |
| 1977     | 《ICAC》之《黑白》                            | 甘國亮       | 劉松仁、鄭裕玲、關聰、繆騫人                                   | 編導                                     |
| 1977     | 《ICAC》之《查案記》                          |              |                                                                | 禁播                                     |
| 1977     | 《ICAC》之《男子漢》                          |              |                                                                | 禁播                                     |
| 1978     | 《獅子山下》之《來客 （页面存档备份，存于）》 | 黃志、舒琪   | 曾泉盛、李國松、敬海林、張堅庭、游慶豐、翁華斐、梁潔芳、方育平 | 編導 香港電台 後被視為「越南三部曲」首作 |
| 1978     | 《獅子山下》之《路》                          | 林德祿       | 鄭裕玲、黃淑儀、陳玉蓮                                         | 編導 香港電台                            |
| 1978     | 《獅子山下》之《橋》                          | 陳韻文       | 張瑛、黃莎莉、施南生、Tim Wilson                               | 編導 香港電台                            |
| 1992     | 《獅子山下》之《歸去來兮》                    | 陳文強       | 侯德健、金士傑、趙志強                                         | 編導 香港電台                            |
| 1993     | 《許鞍華數風雲人物》                          |              |                                                                | 亞洲電視                                 |
| 1995     | 有關中港台電影人的紀錄片                      |              |                                                                | 共6集 衛星電視                           |
| 1997     | 《去日苦多》                                  | 許鞍華       |                                                                | 與崔允信合導 台灣中視                    |
| 2001     | 《三姊》                                      | 葉紀文       |                                                                | 監製 香港電台                            |

### 演員
- 1983年 《奇謀妙計五福星》
- 1990年 《笑星撞地球》
- 1992年 《雙龍會》
- 1995年 《女人四十》
- 1996年 《金枝玉葉2》
- 1997年 《河流》
- 2000年 《江湖告急》
- 2001年 《地久天長》
- 2001年 《初戀嗱喳麵》
- 2002年 《一蚊雞保鑣》
- 2006年 《我要成名》
- 2007年 《戲王之王》
- 2010年 《歲月神偷》
- 2015年 《我是路人甲》
- 2021年 《好好拍電影》

### 監製
- 2001年 《遊園驚夢》
- 2002年 《幽靈人間II鬼味人間》
- 2008年 《天水圍的日與夜》
- 2017年 《明月幾時有》
- 2019年 《花椒之味》

## 奖项与提名
- 目前她在影坛获得六次香港电影金像奖最佳导演。（第2届、15届、28届、31届、34屆和37屆）。
- 三次金马奖最佳导演（第36届、48届和51届）。
- 三次香港电影评论学会奖最佳导演。
- 一次香港电影金紫荆奖最佳导演。
- 两次华语电影传媒大奖最佳导演。
- 一次亚洲电影大奖最佳导演。
- 2011年獲香港藝術發展局頒發「2010香港藝術發展獎」之「傑出藝術貢獻獎」[15]。
- 2020年獲第77届威尼斯电影节终身成就奖。

## 外部連結
- 許鞍華在互联网电影资料库（IMDb）上的資料（英文）
- 在AllMovie上許鞍華的頁面（英文）
- 許鞍華在香港影庫上的簡介
- 許鞍華在豆瓣上的资料（简体中文）
- 許鞍華在时光网上的簡介（简体中文）
- 許鞍華在1905电影网上的简介（简体中文）
- 中文電影資料庫: 許鞍華 （页面存档备份，存于）